# Białe Błoto (województwo dolnośląskie)
Białe Błoto (niem. Weißensee) – wieś w Polsce położona w województwie dolnośląskim, w powiecie oleśnickim, w gminie Dobroszyce.

## Podział administracyjny
W latach 1975–1998 miejscowość administracyjnie należała do województwa wrocławskiego.

## Zabudowa
Zabytkiem Białego Błota jest unikalna zabudowa wiejska z XIX wieku.